# Mason Marconi
Mason Marconi (Anaheim, California; 4 de abril de 1973) es una actriz pornográfica softcore estadounidense.

## Biografía
Mason fue nombrada en Penthouse Pet of the Month en octubre de 1997 y fue finalista para Pet del año. Apareció dos veces el año siguiente en el programa The Helmetcam Show de Playboy TV y posteriormente en una serie de vídeos en bikini. Mason también tuvo un papel muy pequeño y que no apareció en los créditos del film de 1995 Showgirls (NC-17) como bailarina.
Ante todo como modelo de fotografía, Mason trabajó en algunas producciones de pornografía softcore, sola y en escenas lésbicas, rara vez apareció en una sesión fotográfica junto a un chico (sin penetración) y sexo simulado en videos de Penthouse.
Mason tomó un descanso en la industria en 2003 para pasar tiempo con su familia, regresando en verano de 2008. En enero de 2009 reabrió su página web oficial.